# Foveosa adunca
Foveosa adunca Russell-Smith, Alderweireldt & Jocqué, 2007 è un ragno appartenente alla famiglia Lycosidae.

## Etimologia
Il nome proprio della specie deriva dall'aggettivo latino aduncus, -a, -um, cioè piegato verso l'interno, in riferimento alla forma del processo uncinato dei pedipalpi maschili.

## Caratteristiche
L'olotipo maschile rinvenuto ha lunghezza totale è di 3,50 mm; la lunghezza del cefalotorace è di 2,16 mm; e la larghezza è di 1,42 mm.

## Distribuzione
La specie è stata reperita nel Sudafrica settentrionale: nel Marievale Bird Sanctuary, presso le colline del Witwatersrand; e ad Ohrigstad, 14 km a sud di Belfast, entrambe nel Transvaal.

## Tassonomia
Al 2017 non sono note sottospecie e dal 2007 non sono stati esaminati nuovi esemplari.